# Anisodes griseata
Anisodes griseata är en fjärilsart som beskrevs av W. Warren 1896. Anisodes griseata ingår i släktet Anisodes och familjen mätare. Inga underarter finns listade i Catalogue of Life.